# Martin Vinnicombe
James Martin Vinnicombe (ur. 5 grudnia 1964 w Melbourne) – australijski kolarz torowy, srebrny medalista olimpijski i pięciokrotny medalista mistrzostw świata.

## Kariera
Pierwszy sukces w karierze Martin Vinnicombe osiągnął w 1985 roku, kiedy wywalczył brązowy medal w wyścigu na 1 km podczas mistrzostw świata w Bassano. W wyścigu tym wyprzedzili go jedynie Jens Glücklich z NRD i Francuz Philippe Boyer. W tej samej konkurencji rok później zdobył srebrny medal na mistrzostwach świata w Colorado Springs (wygrał Maic Malchow z NRD), a na mistrzostwach świata w Wiedniu w 1987 roku był najlepszy. Na dwóch kolejnych mistrzostwach świata: w Lyonie 1989 i Maebashi 1990 zajmował drugie miejsce, odpowiednio za Glücklichem i Aleksandrem Kiriczenko z ZSRR. W 1988 roku Vinnicombe brał udział w igrzyskach olimpijskich w Seulu, gdzie w wyścigu na 1 km pokonał go tylko Kiriczenko. Ponadto Australijczyk zdobył w tej konkurencji złote medale na igrzyskach Wspólnoty Narodów w Edynburgu w 1986 roku i cztery lata później na igrzyskach Wspólnoty Narodów w Auckland.
Jego żoną była Lucy Tyler-Sharman, która także reprezentowała Australię w kolarstwie.